# Фишеркёзен, Ханс
Ханс Фишеркёзен (нем. Hans Fischerkoesen; 18 мая 1896 — 23 апреля 1973) — немецкий аниматор.

## Биография
Ханс Фишер родился 18 мая 1896 года в городе Бад-Кёзен. Поскольку имя «Фишер» было распространено в киноиндустрии, позднее он взял псевдоним Фишеркёзен, объединив свою фамилию Фишер и название своего родного города Кёзен, чтобы отличать себя от других
Большую часть своего детства Ханс был прикован к постели из-за бронхиальной астмы. Ещё тогда у него появилась большая страсть к живописи. В 1916-1919 годах он и его сестра Лени посещали Академию графических искусств в Лейпциге. На протяжении многих лет Лени была самым близким соратником Фишеркёзена во многих проектах анимационных фильмов.
Во время Первой мировой войны Фишеркёзен работал в армейских больницах. Глубоко впечатлённый событиями Первой мировой войны, решил создать анимационный фильм «Отверстие на Западе», премьера которого состоялась в 1919 году и который стал первым анимационным фильмом, выпущенным в Германии.
В 1921 году начал успешную рекламную карьеру.
Начало Второй мировой войны привело карьеру Фишеркёзена к краху, когда Йозеф Геббельс, рейхсминистр народного просвещения и пропаганды, принял решение в соответствии с приказом, выпущенным 14 октября, запретить рекламу «Mangelware». Однако несмотря на это, Гитлер и Геббельс любили кино и у них была большая страсть к мультфильмам, особенно постановкам Уолта Диснея. Также они мечтали создать немецкую анимационную индустрию, которая будет больше и лучше, нежели в США. Таким образом, 25 июня 1941 года Геббельс основал новую анимационную кинокомпанию «Deutsche Zeichentrickfilme G.m.b.H» (DZF), которая была нацелена на создание серийных анимационных фильмов к 1947 году, а успешный аниматор Фишеркёзен был выбран для участия в этом стратегическом проекте. Фишеркёзен не отказался от сотрудничества. Ему было поручено работать с популярным берлинским газетным художником Хорстом фон Меллендорфом, который должен был помочь ему в написании сценариев. Так, Фишеркёзен создал три мультфильма: «Die Verwitterte Melodie» или «Scherzo» («Потрёпанная мелодия») в 1942 году, «Der Schneemann» («Снеговик») и «Das dumme Gänslein» («Глупый гусёнок») в 1944 году. «Scherzo» рассказывала историю осы, которая обнаруживает заброшенный граммофон на лугу и с помощью жала заставляет его играть песню. Мультфильм «Der Schneemann» демонстрирует приключения снеговика, который, увидев картинку лета в календаре, решает посмотреть на него своими глазами. Последнюю картину Фишеркёзен снял без Хорста фон Меллендорфа. Мультфильм рассказывает историю гусыни, которая выходит за пределы родной фермы и чуть не становится жертвой лиса. В отличие от первых двух картин, здесь можно заметить несколько антисемитских символов, таких как лис, представляющий «злонамеренного еврея» и известная песня на идише «Bei Mir Bistu Shein». Все три фильма соответствовали директивам Геббельса, и поскольку они были сделаны без диалогов, их можно было свободно показывать в других странах. 
После окончания Второй мировой войны Фишеркёзен был арестован советскими войсками по подозрению в сотрудничестве с нацистами и провёл три года в пересыльном лагере Заксенхаузен, пока не доказал, что не являлся сторонником нацизма и не сотрудничал с нацистами. Освобождённый в 1948 году, Фишеркёзен бежал с женой и двумя детьми из контролируемой Советским Союзом зоны Германии в контролируемый Францией сектор, где он вернулся к своей карьере и основал студию. Он стал ведущим продюсером Германии в анимационных рекламных роликах. К середине 1960-х годов из-за развития телевидения и потребности в более коротких клипах ролики Фишеркёзена стали более краткими. Студии Фишеркёзена были закрыты в 1972 году, всего за год до его смерти, однако позднее сын Фишеркёзена реорганизовал их, превратив в новую компанию. Ханс Фишеркёзен умер от инсульта в возрасте 76 лет, 25 апреля 1973 года.